# Saint-Cernin-de-Labarde
Saint-Cernin-de-Labarde är en kommun i departementet Dordogne i regionen Nouvelle-Aquitaine i sydvästra Frankrike. Kommunen ligger i kantonen Issigeac som tillhör arrondissementet Bergerac. År 2022 hade Saint-Cernin-de-Labarde 226 invånare.

## Befolkningsutveckling
Antalet invånare i kommunen Saint-Cernin-de-Labarde
Referens:INSEE